# Raganuga

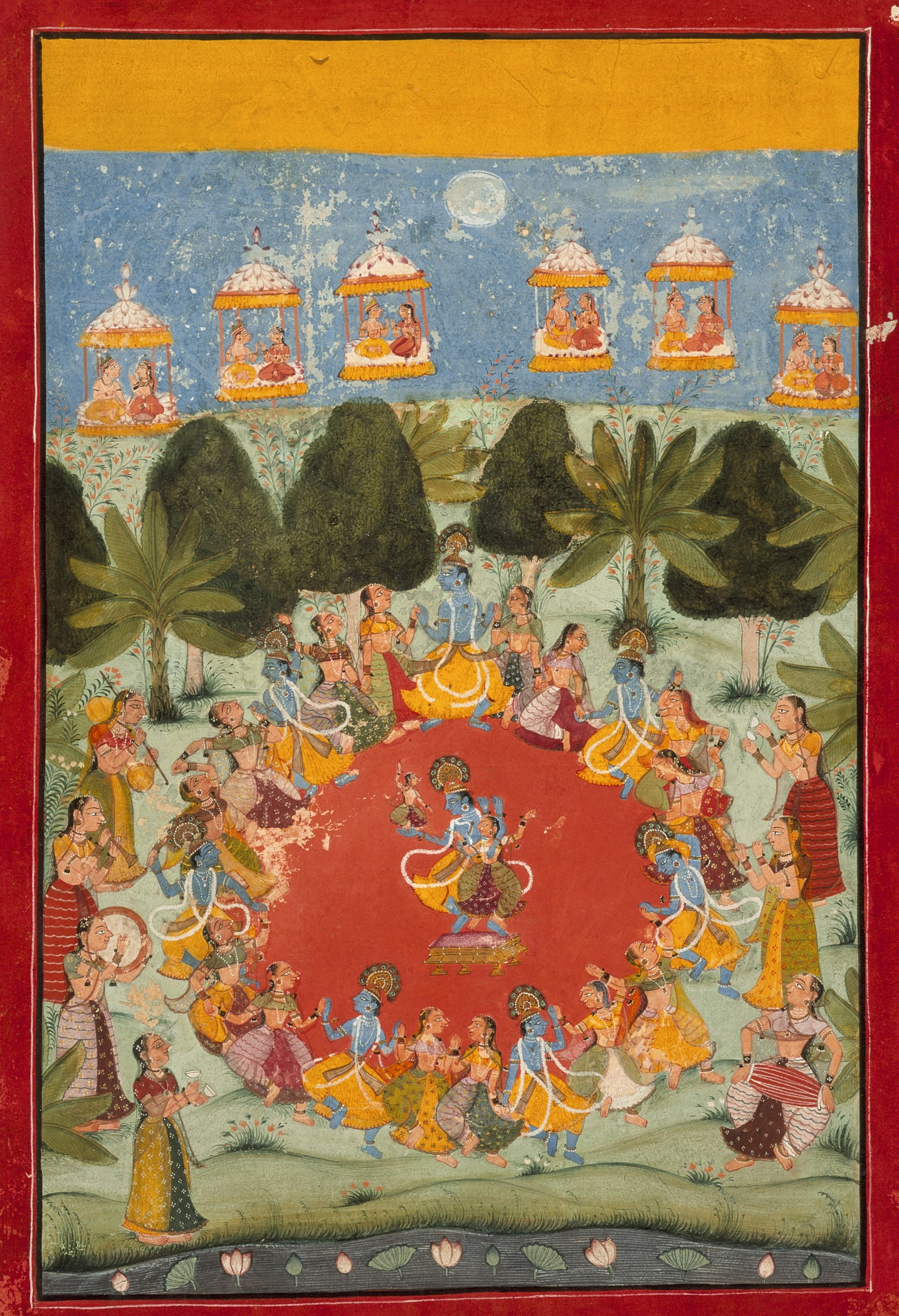
Críxena dançando rasa lila com Rada ao centro e multiplicado ao redor com as gopis em Vrindávana. Iluminura do Rajastão (século XVII)

Raganuga (em sânscrito, rāgānugā, literalmente "seguir a paixão", de anuga, "seguir", e rāgā, "paixão"), também referido como rāgānugā bhakti e rāgānugā bhakti sādhana, é um método devocional (bhakti) esotérico do vaixnavismo bengali em que os devotos se identificam imaginativamente com protagonistas da história divina de Rada e Críxena no reino celeste de Vrindávana ou Vraja, assumindo-as como sua identidade essencial e participando de seu pleno amor com desejo (lobha). Um de seus objetivos é gerar um corpo sutil espiritual, perfeito, que será assumido no paraíso, quando passarão a servir Rada-Críxena. Como um amor que flui, há uma incorporação (āveśa) do amor que as personagens sentem ao ver o casal divino realizando suas atividades cotidianas e seu jogo (lila) amoroso espontâneo. Em sua teologia, é o método considerado mais elevado.
Ele teve início no século XVI a partir do ensinos de Chaitania e de seus sucessores os Gosvamis. A transição ao vaixnavismo gaudia reformulou algumas práticas sexuais populares da doutrina dos sahajiyas, propondo uma dimensão mais meditativa e interna, ao invés de física e externa como estes últimos realizavam. Os sahajiyas absorveram em parte o ensino do raganuga, mas passaram a ser vistos cada vez mais como heterodoxos.
Uma das práticas centrais do raganuga é o manjari sadhana, em que se visualiza a si mesmo como uma das gopis, jovens pastoras acompanhantes do casal divino. Considera-se nessa meditação que se participa realmente do lila do casal divino na realidade divina, como uma serviçal, atora e espectadora de suas atividades intensamente eróticas, mas exigindo-se o controle da própria luxúria sem buscar a própria satisfação; o desenvolvimento emocional do devoto; e a anulação do ego em serviço ao amor divino (prema). Realizada tanto por homens, quanto por mulheres, nela todos assumem uma identidade de gênero feminina.

## Demarcação
O raganuga é uma das duas divisões do sadhana do bhakti descritas por Rupa Gosvami (século XVI), a outra sendo o vaidhi, em que a devoção amorosa é motivada principalmente por meio de prescrições. Hierarquicamente, o raganuga é considerado um passo seguinte necessário e superior, realizado quando o praticante sente o desejo (lobha) de adentrar no reino divino de Krishna, também chamado Vraja, o que não seria possível apenas por meio de vaidhi. Permite, assim, projetar-se diretamente sobre esse reino.
Raganuga foi o método apresentado sistematicamente por Rupa Gosvami como uma solução para que o devoto (bhakta) pudesse participar da realidade última do Krishna-lila ou Vraja-lila. Após realizar deveres estabelecidos pelo vaidhi, decorando e visualizando externamente as cenas do drama divino, deve surgir o desejo para encenar um papel emotivo, conforme o roteiro estabelecido da interação de Krishna com as figuras companheiras. A fonte principal usada pelos gaudias vaixnavas para descreverem o Vraja-lila é o décimo canto do Bhagavata Purana, sobre o qual a literatura posterior produziu diversas elaborações. O raciocínio de Rupa é de que, por conta do véu de Maiá que esconde a verdadeira identidade, os seres humanos devem impor sobre si essas identidades da cena de Krishna, as quais os conectam ao mundo Vraja.
O componente emocional do desejo torna-se o elemento central que distingue essa prática, necessário para tornar eficaz a lembrança do jogo de Krishna e a recitação de seu nome sagrado. É considerado um caminho mais esotérico e um estado mais interno, em que a atenção recai não sobre o corpo material, mas na realidade espiritual. O praticante, chamado raganuga-bhakta, pode estar realizando atos materiais e mesmo o caminho externo das prescrições vaidhi, mas internamente, estará meditativamente adorando Krishna como uma personagem do ambiente pastoril divino. É um caminho inspirado pela madhurya ("doçura") de Krishna.
As práticas do vaidhi são as mais frequentemente recomendadas, envolvendo ritual e recitação estruturadas, com controle estrito de alimentação e do comportamento em geral, e geralmente sendo realizadas dentro do templo e na conduta dos sacerdotes. Já o raganuga exige livre fluxo emocional e intimidade com Deus, podendo ser mau visto quando realizado dentro do terreno sagrado da instituição. Os praticantes consideram que a mudança do estágio de vaidhi para o de raganuga depende também da graça divina, em que não se sabe quando a paixão do devoto será despertada.
O termo "raganuga" refere-se "seguir a paixão exemplificada pelos Vajralokas", ou seja, pelos habitantes do reino celeste de Vraja, em referência principalmente às amantes de Krishna, que em sua maioria são gopis, pastoras acompanhantes de Krishna, mas também a outras figuras pastoris daquele mundo, como os amigos, pais e parentes do deus. Assim, segundo Rupa, o raganuga pode se dividir em duas modalidades. A primeira é a de "Imitação do Bhakti Amoroso" (kamanuga), em que as gopis são os modelos, por sua vez se subdividindo em duas categorias: o praticante pode estabelecer como motivação central o desejo por deleite e união sexual com Krishna (sambhogeccha-mayi); ou o desejo de compartilhar emoções superiores, geralmente tomando Radha como modelo (tattad-bhavecchatmika). Assim, o meditador pode assumir tanto um papel mais ativo e direto, quanto um deleite indireto com a identidade de uma espectadora, como as serviçais amigas (sakhis) das amadas por Krishna. Jiva Gosvami considera essa última categoria como um método mais completo e representativo de se atingir emoções superiores. Já a segunda modalidade é a de "Imitação do Bhakti Relacional", em que os modelos são os pais, amigos e serviçais de Krishna. O modelo de manjari, um tipo especial de uma gopi jovem adolescente, é o papel mais seguido pelos praticantes de raganuga.
Na definição de Rupa, raganuga é "aquele (método de bhakti) que imita o Ragatmika claramente manifestado nos habitantes de Vraja". David Kinsley e David L. Haberman afirmam que o objetivo teórico do raganuga é "a identificação completa com um modelo transcendente". Essa arte meditativa também recebe influências artísticas de teorias indianas da estética e do drama, envolvendo conceitos como de rasa e bhava. David Haberman estabelece paralelos da teoria emocional do raganuga com a teoria de Constantin Stanislavski, em que as emoções são elicitadas a partir da atuação.
Além de se visualizar no papel de uma das personagens serventes do reino de Vrindávana, deve-se decorar todo o ambiente da Vrindávana celeste, incluindo as vilas de Radha e Krishna, suas casas e o lago Radhakunda, onde ambos se encontram. Diagramas desses locais são mantidos por vários gurus vaixnavas que ensinam esse caminho meditativo. Um dos tipos de diagramas utilizados é chamado yoga-pīṭhāmbuja, em que cada manjari é localizada externamente em uma pétala de um lótus visto de cima, em torno de um centro, como um mandala. Por fim, é necessário decorar as atividades realizadas por Radha, Krishna, em um conjunto de oito divisões do dia de 24 horas. Considera-se que todas essas visualizações contribuem para constituir o corpo espiritual do discípulo. Esse engajamento intensivo, chamado asta-kaliya-lila-smaran ("recordar os passatempos dos oito períodos do dia"), é apenas ensinado por um guru a um discípulo quando este atinge um nível de maturidade espiritual e emocional. Essa memorização dos passatempos diários do casal divino é considerada a parte mais difícil. A formação da personalidade essencial do discípulo pode ser determinada como sendo uma serviçal cujo papel corresponde às atividades que ele mais gosta de realizar ordinariamente. A distinta fenomenologia produzida por essa disciplina pode ser explicada por diversos mecanismos cognitivos que atuam intensificando a representação do corpo, as emoções, a memória e a imaginação.
Na disciplina do raganuga, as emoções são constantemente criadas e transformadas, em uma "escada da emoção" que conduz a estados mais elevados. Os dois textos importantes que a descrevem são o Bhaktirasamritasindhu e o Ujjavala-Nilamani de Rupa Gosvami; o primeiro descreve estados emocionais mais iniciais e suas transformações, enquanto o segundo foca nos estágios avançados do amor místico. O corpo espiritual que é construído é composto de amor, por meio da intensificação de bhava até que seja atingido o nível de amor não egoísta (prema) e estabelecido um foco inalterável da atenção sobre Radha e Krishna. Esse estado emocional máximo é chamado de mahabhava, em que a pessoa experiencia em êxtase apaixonado (mandana) todas as emoções simultaneamente, inclusive as mais extremas e opostas da separação e da união amorosa. Apesar de na tradição ortodoxa apenas Radha poder experimentar mahabhava, diz-se que suas serviçais sentem a emoção da deusa intensificada em cem vezes mais: é explicado que elas sentem um amor não egoísta, por não estarem envolvidas na união direta que a deusa experimenta, e que isso intensifica a sensibilidade delas.
Diz-se que o corpo sutil construído é chamado siddha deha ("corpo aperfeiçoado") ou prema deha ("corpo de amor"), por meio do amor não egoísta (prema), em que ele é visualizado como o eu ideal da pessoa e considerado uma personalidade alternativa a ser assumida após a morte. Dentro do esquema hindu de reencarnação, os praticantes consideram que cada exercício serve de passo progressivo para se atingir a perfeição, até o momento em que o ciclo cármico cessa e definitivamente se atinge Vrindávana.
No esquema do raganuga, o devoto tem posição muito alta, pois ele se torna necessário ao lila de Krishna e à sua realização suprema no amor, em mútua interdependência. Em sua teologia, considera-se a imagem de que Krishna, em seu paraíso, multiplica-se a cada uma das pastoras devotas, permitindo a realização de bhakti individualmente com cada uma delas, sem perder de vista Radha como sua consorte mais próxima e representante máxima de bhakta. Radha é considerada a energia de beatitude (hladini sakti) de Krishna e, além do mais, possui controle sobre o deus.

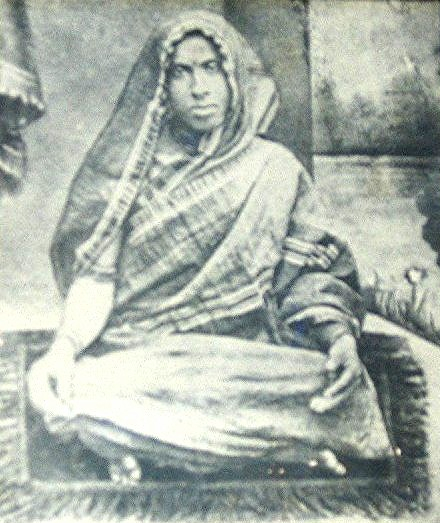
Foto de Lalita Sakhi jovem, após ter assumido a identidade feminina conforme o sadhana do raganuga e expressá-la mesmo externamente

O exercício de relembrar os passatempos de Radha-Krishna pode ser feito não apenas durante momentos reservados de meditação, mas inclusive durante o serviço do templo. Mesmo as atividades ordinárias externas podem estar compondo a atividade imaginativa interna ou conter traços dela, ainda que esta não seja percebida pelos outros. Considera-se que o mundo e tempo de Vrindávana é simultâneo ao do mundo terreno. Idealmente, espera-se que a meditação do raganuga seja feita a cada três horas, mas a maioria a realiza de noite para não perturbar as atividades sociais e os sentidos externos, pois o sadhana gera uma absorção. Lalita Sakhi, por exemplo, nasceu homem em 1873 com o nome Jai Gopal, mas tornou-se completamente absorvida na imaginação de seu eu serviçal feminino, a ponto de abandonar a sua vida ordinária. Passou a viver como mulher, vestindo-se como uma gopi, e teve que se refugiar em um ashram para evitar o desprezo das pessoas comuns.
A imaginação depende também de alguma disciplina da respiração para regular o controle emocional. Diz-se que os praticantes avançados do raganuga desenvolvem poderes cognitivos especiais e até mesmo sobrenaturais, como a mediunidade e percepções extrassensoriais. Mas esses poderes ióguicos são por eles considerados subprodutos, não o objetivo da prática.
Rupa Gosvami distinguia em seu Bhaktirasamritasindhu o conceito de ragatmika-bhakti como praticado apenas pelas serviçais originais de Radha e Krishna, em seus sentimentos e comportamentos, enquanto o raganuga bhakti seria uma imitação que segue o passo das ragatmikas originais. Quando se adquire para sempre um lugar em Vrindávana, então sim o devoto genuinamente pode ser chamado ragatmika bhakta, mas até lá ele deve servir imitando as acompanhantes do casal divino em rituais, sem porém ter a cobiça de que ele irá se tornar uma. É dito tradicionalmente, por exemplo, que o ragatmika bhakti foi uma prática central de Ramakrishna, pois ele teria atingido o puro amor devocional. Ramakrishna também gerou polêmica em sua vida, pois ele realizava a prática mesmo no terreno do templo. Seus seguidores o consideraram como um dos associados "originais" de Krishna.

### Manjari sadhana
O manjari sadhana é a essência do paradigma do raganuga. Ele foi desenvolvido em um sistema completo e bastante promovido por Narottama Dasa, Srinivasa Acarya e seus associados, como Ramachandra Kaviraja. É um modo altamente esotérico de meditação que é uma elaboração do raganuga herdado dos Gosvamis. Sua teoria considera, conforme a hagiologia do vaixnavismo gaudia, que no lila do casal Radha e Krishna havia dois grupos de jovens mulheres serviçais: as sakhis, que eram protetoras emanadas mais diretamente de Krishna, encarnação de seu poder e portadoras de seu raga; e as manjaris, que também eram emanadas de seu poder e devotas de seu raga (ragatmika), porém que eram subservientes às sakhis. Enquanto as sakhis são as mais queridas de Krishna, as manjaris possuem o direito de permanecer com Krishna e servir ao casal divino mesmo durante o jogo que efetuam.
Com base nisso, divide-se o ragaguna bhakti em dois aspectos: um aberto (bahya) e um interno (antara). O interno é considerado mais eficaz e se baseia na sublimação do sentimento; nele o praticante deve se visualizar como uma sakhi ou uma manjari, tomando-a como a identidade ideal de seu ser emancipado (siddha deha), imitando-a em seu serviço a Krishna com todas as características de função, atitude e aparência. Porém, considera-se que é melhor nessa prática assumir a identidade de uma manjari, pois hierarquicamente elas correspondem melhor à possibilidade de formas no mundo fenomênico acidental (jiva), enquanto é ontologicamente irrealizável assumir a atitude das sakhis, como as mais queridas de Krishna.
Uma outra possibilidade é a de que o meditador pode se visualizar como servindo também às manjaris, ao invés de se identificar com uma delas. A principal ação das serviçais era de propiciar o encontro dos deuses amantes, arranjando situações para tal e deleitando-se com seu serviço. As manjaris podiam preparar a cama para o casal divino, massagear seus pés, zelar pelo seu conforto e abaná-los durante suas relações. Considerados serviços mais inferiores, estes não eram realizados por sakhis, permitindo que as manjaris comparecessem presentes em torno do leito divino. Espiritualmente, isso indica um contato mais próximo da união de aspectos do Absoluto divino. O meditador deve observar a união sexual e a paixão, sentindo deleite tal qual as manjaris serviçais, porém deve buscar superar os próprios instintos humanos (purushabhimana). Atinge-se, assim, o entendimento do amor supremo nessa união, considerando os aspectos simbólicos do casal como constituindo o "apreciador" e a "apreciada".
Embora vivenciem pela imaginação as percepções mais intensas e íntimas das atividades divinas, os praticantes de manjari nunca devem desejar a sexualidade divina por si própria. Após a morte, seu eu essencial assim cultivado viajaria ao paraíso de Vrindávana. É uma prática de transformação a partir de um intenso erotismo simbolizado, elevado a um desenvolvimento espiritual cujo resultado é o entendimento da natureza última representada por Radha-Krishna.
Os Gosvamis não citam o manjari sadhana como um modo de meditação em seus textos canônicos, mas ele é uma elaboração de sua teoria de que o praticante de raganuga não pode atingir o ragatmika bhakti direto, mas se preparar para a terra do amor eterno em se seguindo a paixão das amantes de Krishna. Hitesranjan Sanyal defende que há razões para indicar a origem dessa prática aos Gosvamis, em particular a Rupa e Raghunathadasa, como em trechos de suas composições nos quais os autores assumem a realização de serviços humildes durante a união de Radha e Krishna, o que corresponde mais às funções das manjaris; além do mais, há evidências em afirmações posteriores de que os Gosvamis teriam praticado manjari sadhana.
Na tradição posterior, o termo técnico Bhavollasa ("a radiância da emoção do outro") serviu para engrandecer a importância do amor de Radha, que é fundamento do manjari sadhana. Enquanto anteriormente na teoria de Rupa, Radha era apenas um vaso (ashraya) de devoção, no manjari sadhana ela se torna "objeto" de devoção, com seu amor sendo experienciado em cadeia por suas amigas acompanhantes e pelos meditadores que as visualizam.

Essa técnica dá uma dimensão que centraliza o locus de poder no feminino, pois é Radha que conquista Krishna por meio de sua beleza e amor, e os meditadores se visualizam como mulheres em seu serviço. Essa mesma visualização como jovens mulheres é feita tanto por praticantes homens, quanto por mulheres, independentemente de suas idades. Manjari, o nome para o grupo de serviçais, também significa literalmente "botão de flor". O botão refere-se também à liminaridade, inocência e pureza na juventude, referindo-se à incompletude e aprendizado do devoto, enquanto a flor se refere à paixão propriamente experimentada por Krishna. A imagem de comparação é que Radha é uma flor e os praticantes são como botões de flores pertencentes ao mesmo tronco, que recebem o mesmo amor fluido que passa por Radha. Assim, no Govinda-lilamrtam está escrito:
"As sakhis [no caso, manjaris] de Radha (...) são como as flores, pétalas e brotos da videira do amor, que é Radha, e são iguais a ela. Quando ela experimenta a alegria de ser borrifada pelo rasa do néctar de Krsna-lila, elas experimentam uma alegria cem vezes maior que a dela".
No Murali Vilasa é afirmado que a mesma "pele de galinha" que aparece no corpo de Radha aparece também nas manjaris.
A socióloga Sukanya Sarbadhikary relatou a meditação manjari feita por praticantes vaixnavas contemporâneos, indicando que ela é dependente de mantras e, portanto, da iniciação com gurus. Seu objetivo primário é a anulação do ego, em que se participa de uma imaginação intensamente afetiva, no limiar do erótico e da excitação sexual, sem se ter o desejo de autogratificação. Ela observou o cuidado que os gurus tinham de não serem vistos como gratificando o próprio ego por meio do manjari.
De um praticante, ela ouviu cantos sobre as ações amorosas de Radha-Krishna e suas explicações. De outro, um babaji, descreve como de repente ele mudou o assunto de uma conversa comum e começou a contar que ele era uma garota adolescente em Vrindávana, bela, caminhando em um vestido azul, servindo folhas de betel a Radha-Krishna; a voz dele se alterou, tornando-se mais suave e tímida, em contraste com sua maneira cotidiana de um homem de meia idade que falava de maneira rude e apressada. Um outro babaji amigo interveio nesse momento, dizendo à pesquisadora que ela não deveria interrompê-lo e que o sadhana pessoal nunca devia ser discutido com ninguém.
Para gosvamis e babajis praticantes atuais do raganuga, o eu essencial deles é uma jovem adolescente, em uma forma radical de devoção com atributo de gênero. Um dos devotos chegou a renunciar tudo, inclusive seu orgulho masculino, para assumir o sentimento de uma serviçal-amante, conforme a prática imaginativa. Também é relatado um casal gosvami, em que marido e mulher praticavam a meditação imaginativa lado a lado em uma sala devocional e ambos se visualizavam como jovens pastoras. Questionados se essa atribuição de um mesmo sexo afetava sua vida conjugal, eles afirmaram que ambos se consideravam como mulheres em seu eu eterno, serventes de Radha-Krishna, respondendo: "Isso não é sobre nossos corpos/mentes materiais. Por que deveria criar um problema? Isso nos aproxima, pois nos sentimos iguais e nos entendemos melhor".
Apenas um dos babajis entrevistados por Sarbadhikary utilizava sari, mas em um horário específico do ritual fora do templo. Todos concordavam que a prática imaginativa em estado emocional feminino deve ser privada e não exposta à atenção pública, para se evitar críticas. Suas identidades espirituais são escondidas das pessoas ordinárias. Há, porém, raros babajis que se vestiam em hábitos femininos, apesar de condenados pela ortodoxia.
Assim, os papéis transgressivos de gênero são normativos na tradição gaudia, pois Krishna é considerado literalmente o único homem em Vrindávana e, naquela visão de mundo heterossexual, a posição do praticante em relação a Krishna é necessariamente feminina em sua atitude relacional erótica. A maioria dos homens praticantes dessa crença se satisfaz por meio da visualização simplesmente mental como participantes femininas das atividades cotidianas de Krishna e muitos gaudias praticam o manjari sadhana.
Todas as visualizações imaginativas são consideradas pelos praticantes como ocorrendo de fato na realidade presente. Um praticante afirma: "Se você e eu, como manjaris, estamos vendo duas coisas diferentes ao mesmo tempo em nossas respectivas mentes-corações, então ambas são igualmente verdadeiras e ocorrem simultaneamente na Vrindávana celeste. O sadhana apropriado não pode estar errado".

Segundo um vaixnava de linhagem gaudia, a identificação com a serviçal é vista como loucura por aqueles que não sentem aquela emoção (rasa). A experiência é descrita como a pessoa tornando-se indiferenciada de Radha quando se coloca como uma serviçal feminina da deusa, e que portanto experiencia as mesmas emoções que ela. Seguindo a consideração de que a mente-coração (manas) do praticante possui Vrindávana internamente de forma velada, um babaji relata que a atividade imaginativa que realizam nessa meditação é-lhes considerada real e verdadeira:
"Somente quando alguém é abençoado com a graça divina seus sentidos sutis são capazes de sentir os lilas de Vrindávana no manas. Isso não deve ser confundido com kolpona (irreal). É tão verdadeiro quanto a percepção"
Já havia desde o início da formulação do raganuga um conflito de interpretações sobre até que ponto deveria ser realizada a imitação das gopis: em textos de Rupa e Jiva Gosvami, afirma-se que os praticantes deveriam imitar o feminino até mesmo no corpo físico, não apenas no mental. Apesar de a maioria dos praticantes afirmar que a prática deve ser feita apenas mentalmente, houve correntes iniciais que tentaram aplicá-la de forma total, vestindo-se fisicamente de forma feminina como uma gopi. Muito dessa interpretação foi condenada e atribuída a Rupa Kaviraja, que afirmava a necessidade de o praticante não seguir as regras da sociedade ordinária, mas sim as do Vrajaloka. Segundo ele, deveria ser criado um corpo meditativo que transformava ontologicamente o corpo físico, o que oferecia uma base teórica para se vestir como uma gopi. A imitação, para Kaviraja, deveria ser tanto interna, quanto externa, e ele afirmava que o praticante de raganuga estaria além das normas das escrituras.
Já outra tentativa de solução foi feita por Visvanatha Chakravartin (século XVII-XVIII), que, combatendo Kavijara, afirmava que o praticante de raganuga não era isento das normas. Assim, em sua interpretação os atos performativos deveriam se conformar também às injunções das escrituras, caso contrário levariam à ruína. O método do raganuga diferia em relação à motivação emocional e não deveria alterar a forma no corpo físico. Para ele, a imitação das gopis e Radha deveria ser mental, enquanto a imitação do corpo físico deveria seguir o modelo histórico dos Gosvamins, como Rupa e Sanatana, que foram considerados como estando também no Vrindávana após sua morte. Assim, mantinha-se o modelo em corpo físico segundo o padrão de gênero masculino. Essa proposta feita por Visvanatha continua sendo aceita e adotada até hoje na discussão contemporânea sobre raganuga.
A ênfase da visualização meditativa no manjari sadhana contrasta com a corrente do Pustimarga, que, seguindo a teoria do rasa e priorizando a materialidade das oferendas e das imagens divinas, preferiam o darsana e encenar fisicamente o lila de Krishna e Radha. Assim, foram patronos de artes visuais, como a pintura e festivais de dança e teatro.

## Desenvolvimento histórico
Chaitanya marcou o fim da prática anterior do bhakti sahajiya e introduziu o bhakti gaudia, que em grande parte era raganuga. Muitos acadêmicos se referem a esse período como "primeira Renascença de Bengala".
Os ensinamentos originais de Chaitanya foram transmitidos principalmente a Sanatana e Rupa e elaborados pelos Gosvamis. A única fonte deles é o Chaitanya-charitamrita por Krishnadasa Kaviraja, mas este foi também influenciado pelos Gosvamis e não é possível delimitar tão certamente quais eram os ensinos originais. Em geral, no entanto, há indício de que Chaitanya seguia uma devoção ao modo do raganuga, chamada radha-bhava. Sua atitude era permeada de madhura-rasa, com devoção repleta de erotismo e centrada no amor entre Krishna e as gopis, principalmente Radha. Sanyal afirma que não é infundado afirmar que Chaitanya instruiu seus seguidores a se concentrarem no raganuga bhakti tomando as gopis por modelo, as quais sustentam o rasa madhura em relação ao casal divino. Mas pode ser também que a sistematização do raganuga foi um esforço dos Gosvamis para superar a característica essencialmente regional do movimento bhakti de Bengala e de Chaitanya, tornando-se atraente a sistemas de outras regiões indianas.
No período inicial, a distinção de algumas personalidades pode não ser tão clara e há debates acadêmicos, por exemplo no caso de Ramananda Raya, que influenciou Chaitanya, se ele era um sahajiya ou um ramanuga bhakta.
A difusão do raganuga rompeu a tendência da era pré-Chaitanya de concentrar a fé doutrinária apenas em rituais e leituras de escrituras, conforme o vaidhi. Ela quebrou o monopólio patriarcal elitista da prática religiosa, o que foi considerado também por intérpretes como necessário, pois naquele contexto estavam ocorrendo invasões muçulmanas, com reis perdendo sua autoridade e templos sendo profanados. Também estava sendo erodida a imagem de Vixnu como destruidor do mal. Assim, ganharam relevância outras imagens do deus, como de senhor das pastoras, amante erótico e também a de criança brincalhona, por meio das quais os devotos passaram a abandonar mais a própria identidade e eu pessoal em servidão. O bhakti emotivo do raganuga também serviu de base para os Gosvamis Rupa, Sanatana e Jiva elaborarem a teologia e estrutura da autoridade em Vrindavan.
A poesia do período de Chaitanya e após foi influenciada por seu raganuga bhakti sadhana, expressando temas místicos e do amor como bhakti. Os poetas vaixnavas gaudias de Bengala viam-se como as sakhis de Radha, em uma tradição literária referida como sakhi-sahitya. "Sakhis" podia se referir tanto ao tipo especificamente chamado de sakhis, quanto ao das manjaris. Era essencial também ao raganuga a tradição do canto kirtan, e os padavalis vaixnavas também eram cantados pelos devotos.
Pouco tempo após sua introdução, a prática do manjari sadhana tornou-se muito popular e prevalente entre diversas seitas de vaixnavas em Bengala, conforme se observa por exemplo em uma grande quantidade de padas do século XVII. O raganuga era compatível com a sentimentalidade do madhura rasa, também já altamente prevalente naquela cultura, mas o uniu ao sentimento de dasya (servilidade). O sadhana veiculava uma meditação sistematizada do raganuga e causou uma integração dos sahajiyas na tendência mais convencional promovida por Narottama e outros. Havia diferenças entre os dois grupos: os sahajiyas consideravam o homem e a mulher como intrinsicamente divinos e representando em si os aspectos do Absoluto, de maneira que eles realizavam fisicamente sadhanas ióguicos sexuais. Em contraste, a doutrina raganuga afirmava que os seres fenomênicos não poderiam atingir diretamente a mesma posição dos associados de Krishna. Assim, a doutrina inicial sahajiya era originalmente incompatível com o manjari sadhana.
Joseph O'Connell analisou que na literatura considerada canônica do vaixnavismo dos séculos XVII e XVIII não havia um tom polêmico contra as práticas consideradas marginais dos sahajiyas, mas sim uma reformulação e reforço do conjunto do raganuga para a devoção apaixonada. Essa interpretação prática e teórica pela posição teológica do raganuga foi também por sua vez, em circularidade, apropriada pelos sahajiyas. Foi apenas no século XIX que a literatura canônica passou a ser caracterizada pela "denúncia da promiscuidade sexual".
Mesmo contendo ritos sexuais heterodoxos próprios, verifica-se em afirmações dos textos dos sahajiyas do século XVII que o raganuga passou a ser considerado como uma técnica maior do que a do vaidhi. Após assimilado, há, assim, na literatura atual dos sahajiyas textos que consideram o estilo mental de visualização de união como uma mulher amante (que não a própria esposa) como sendo uma forma maior de devoção segundo o raganuga, diferente de uma realização física com uma amante. De qualquer modo, os sahajiyas adaptam o manjari sadhana e estendem seu recurso imaginativo para transformar e recriar o próprio corpo material, seguindo a consideração de que Radha e Krishna estão no próprio corpo humano. Eles não abandonam a prática física em si, mas somam a imaginação por exemplo ao ato sexual, em que o corpo e seus produtos são o microcosmo de Vrindávana.
Os proponentes teóricos do raganuga distinguem-se em relação às práticas sahajiyas. Por exemplo mesmo o raganuga radical de Rupa Kaviraja, que afirmava que era necessário o cultivo ativo da feminilidade por praticantes masculinos: os sahajiyas, por sua vez, reforçavam a distinção de gênero, enfatizando a masculinidade de Krishna e a feminilidade de Radha. No raganuga, não se utilizavam as chamadas substâncias impuras dos quatro fluidos corporais (cari candra), que faziam parte da prática sahajiya. Assim, o raganuga é um enquadre mais devocional do que tântrico. Isso não exclui, porém, intersecções, e alguns estudiosos apontam também algumas tendências sahajiyas presentes em Kaviraja, quando ele afirmava que a performance do raganuga deveria ocorrer tanto com o corpo físico, quanto com o mental.
Mas aplicações muito transgressivas à norma não eram aceitas: Kaviraja foi alvo de julgamento pelas comunidades vaixnavas em Braj e Jaipur, culminando na condenação de suas obras como hereges em 1727, em um concílio levantado por Jai Singh II. O motivo principal era de que sua filosofia raganuga era demasiadamente radical. Mesmo no período pré-colonial, sem influências vitorianas, havia decoros no campo da sexualidade em discussões desse meio teológico. Assim, os teóricos de Vrindavan indiretamente a citavam no raganuga, mesmo que afirmassem que ela era a forma mais elevada de bhakti. E, em sua época, o raganuga era seletivamente disponível a poucos, sendo esses poucos ainda somente homens.

Na polêmica do século XIX, autores denunciavam a prática não qualificada do raganuga, por vezes associando-a aos sahajiyas. Assim, Bipin Bihari Goswami (1850-1919) escreveu:
"De fato, a imitação (anukaraṇa) da paixão (rāga) por alguém cuja mente está absorta nos objetos dos sentidos e que é devotado ao seu pênis e barriga é mera decepção das pessoas. Quase todos aqueles que atualmente buscam a paixão nesta terra sagrada são trapaceiros, que roubam as esposas dos outros, etc.. Aqueles que mantêm sua companhia certamente irão para o inferno."
Atualmente, continua sendo a principal diferença entre os gosvamis e babajis letrados e os sahajiyas a de que esses últimos centralizam a experiência espiritual não na imaginação, mas na prática sexual direta e em experiências corpóreas ióguicas, como de respiração e manipulação de fluidos. Os sahajiyas também se afirmam como os autênticos praticantes do raganuga e os melhores vaixnavas.